# NGC 3572
NGC 3572 is een open sterrenhoop in het sterrenbeeld Kiel. Het hemelobject werd op 14 maart 1834 ontdekt door de Britse astronoom John Herschel.

## Synoniemen
- OCL 846
- ESO 129-SC1